# McLaren MP4/13
A McLaren MP4/13 egy Formula–1-es versenyautó, amit a McLaren tervezett az 1998-as bajnokságra. Pilótái Mika Häkkinen és David Coulthard voltak, a tesztpilóták pedig Nick Heidfeld és Ricardo Zonta. Az autó dominált a szezon során, a csapat megszerezte az egyéni világbajnoki címet Häkkinen jóvoltából, a McLaren pedig konstruktőri első helyezett lett, 1991 után újra. A szezon előtti teszteken a klasszikus színekhez hasonlító narancssárga festést alkalmazták, az idény során a West cigarettamárkának és a Mercedesnek a támogatása miatt ezüst-fehér volt a festésük.

## A szezon
1997-ben a McLaren leigazolta a Williams sztár-tervezőjét, Adrian Newey-t, aki az MP4/12-es fejlesztésében csak csekély mértékben tudott részt venni. Mindenesetre neki is szerepe volt abban, hogy a legutolsó futamon a McLaren kettős győzelmet aratott.
Az 1998-as új szabályoknak megfelelést az MP4/13-as tudta legjobban teljesíteni: abban az évben vezették be, hogy az autóknak keskenyebbnek kell lennie, és ekkor jelentek meg a bordázott futófelületű gumik is. A csapat annyira dominált 1998-ban, hogy az első futamon a két McLaren-versenyző mindenkit körhátrányban hagyott. Ez a kitűnő aerodinamikának és a bivalyerős Mercedes-motornak volt köszönhető. Az autónak volt egy különleges képessége is: egy harmadik pedál segítségével a kanyarokban tudtak úgy fékezni, hogy azokat gyorsabban tudják bevenni. A Ferrari óvást jelentett be a rendszer ellen, mert álláspontjuk szerint a plusz fékpedál szabálytalan volt. Az FIA osztotta a Ferrari álláspontját és a rendszert betiltotta, a csapat pedig megtarthatta az addig gyűjtött pontjait. Ettől függetlenül az autók ugyanolyan gyorsak maradtak.
Legfőbb riválisuk, a Ferrari csak a harmadik futamtól kezdte összeszedni magát, ami leginkább a technikás pályákon sikerült, a gyors pályákon egyértelműen a McLaren volt a jobb. Ennek az is lehetett az oka, hogy a lassú kanyarokban az MP4/13-as alulkormányzott volt. A szezon előtti teszteken a hátsó rész is instabilitási jeleket mutatott, de ezt az első futamig kijavították.
A német nagydíjon a csapat elérte az addigi sebességrekordot a Formula–1-ben, 353 km/h-s tempóval.
A legnagyobb probléma az autóval a megbízhatóság volt, kizárólag ennek volt köszönhető, hogy Michael Schumacher és a Ferrari az utolsó futamig versenyben voltak a világbajnoki címért, melyet végül elvesztettek. Häkkinen hétszer, Couthard egyszer győzött az év során. A McLaren 1991 után először lett konstruktőri bajnok, győzelmek tekintetében pedig 1989 óta nem álltak ilyen jól.

## Eredmények
(félkövérrel jelölve a pole pozíció; dőlt betűvel a leggyorsabb kör)
| Év   | Csapat                | Motor        | Gumik | Pilóták         | 1   | 2   | 3   | 4   | 5   | 6   | 7   | 8   | 9   | 10  | 11  | 12  | 13  | 14  | 15  | 16  | Pontok | Helyezés |
| ---- | --------------------- | ------------ | ----- | --------------- | --- | --- | --- | --- | --- | --- | --- | --- | --- | --- | --- | --- | --- | --- | --- | --- | ------ | -------- |
| 1998 | West McLaren Mercedes | Mercedes V10 | B     |                 | AUS | BRA | ARG | SMR | ESP | MON | CAN | FRA | GBR | AUT | GER | HUN | BEL | ITA | LUX | JPN | 156    | 1.       |
| 1998 | West McLaren Mercedes | Mercedes V10 | B     | David Coulthard | 2   | 2   | 6   | 1   | 2   | KI  | KI  | 6   | KI  | 2   | 2   | 2   | 7   | KI  | 3   | 3   | 156    | 1.       |
| 1998 | West McLaren Mercedes | Mercedes V10 | B     | Mika Häkkinen   | 1   | 1   | 2   | KI  | 1   | 1   | KI  | 3   | 2   | 1   | 1   | 6   | KI  | 4   | 1   | 1   | 156    | 1.       |

## Egyéb megjelenések
Az autó bekerült az F1 2017, F1 2018 és F1 2019 című játékokba, mint klasszikus autó.